# Сиськов, Борис Николаевич
Борис Николаевич Сиськов (19 июля 1920, с. Смирновка, Енисейская губерния — 25 февраля 1984, Кисловодск, СССР) — советский лётчик-ас, участник Корейской войны, летал на МиГ-15 и Як-9.

## Биография
Родился 30 июля 1920 года селе Смирновка (ныне Минусинский район, Красноярский край) в семье крестьянина. В конце 1940 был призван Черногорским ГВК по городу Черногорск (Хакасская АО) в ряды Красной Армии, направлен на авиационную базу ВВС 1-й Краснознамённой армии Дальневосточного округа.
Б. Н. Сиськов принимал участие в боевых действиях против Японии в 1945 году. Во время Корейской войны совершил 123 боевых вылета и 26 воздушных боёв с 1952 по 1953 г. Им было сбито 5 американских истребителей F-86. За успешные боевые действия был награжден орденом Ленина. Командир звена 535-го истребительного авиационного полка 9-й Воздушной армии. В 1953—1954 гг. командовал эскадрильей 913-го и 224-го истребительных авиационных полков в Корее.
В 1958 году ушел в отставку в звании майора. Умер Борис Николаевич Сиськов 25 февраля 1984 в Кисловодске.

## Награды
- Медаль «За отвагу» (СССР) (31.08.1945).
- Медаль «За боевые заслуги» (15.11.1950).
- Орден Ленина (04.06.1954) КНДР.
- Медали.